# Erythrodiplax andagoya
Erythrodiplax andagoya is een libellensoort uit de familie van de korenbouten (Libellulidae), onderorde echte libellen (Anisoptera).
De soort staat op de Rode Lijst van de IUCN als niet bedreigd, beoordelingsjaar 2007.
De wetenschappelijke naam Erythrodiplax andagoya is voor het eerst geldig gepubliceerd in 1942 door Donald J. Borror.